# Аргемиро
Аргемиро Пињеро да Силва познат као Аргемиро (Рибеирао Прето, 3. јун 1915 — 4. јул 1975) био је бразилски фудбалер. Играо је за репрезентацију Бразила на светском првенству у фудбалу 1938. године.